# Parablatticida breviclava
Parablatticida breviclava är en stekelart som beskrevs av Hayat 2003. Parablatticida breviclava ingår i släktet Parablatticida och familjen sköldlussteklar. Inga underarter finns listade i Catalogue of Life.